# سلطان مار (نمایشنامه)
سُلطان مار نمایشنامه‌ای است از بهرام بیضایی، نوشته به سالِ ۱۳۴۴، که نخستین بار در ۱۳۴۸ به کارگردانیِ نویسنده به نمایش درآمد.

## متن
نمایشنامه نوشتهٔ زمستانِ ۱۳۴۴ بر اساسِ قصّهٔ معروفی به همین نام است که نویسنده از مادربرزگِ مادریش شنیده بود. در تابستانِ ۱۳۴۵ به وسیلهٔ خودِ نویسنده به صورتِ کتاب منتشر شد. بعدها انتشاراتِ تیراژه و انتشاراتِ روشنگران و مطالعات زنان منتشرش کردند.

## نخستین نمایش
سُلطان مار نخستین بار ۲۳ شهریورِ ۱۳۴۸ به کارگردانیِ نویسنده در کنگرهٔ پزشکیِ ایران در رامسر به نمایش درآمد؛ و سپس از ۱ تا ۳۰ مهرِ همان سال در تالارِ ۲۵ شهریورِ تهران بر صحنه رفت. پس از نمایش در تهران هم از ۴ تا ۱۸ آبان به تفاریق در قزوین و رشت و بابل و ساری و گرگان و مشهد اجرا شد. بازیگران:
- بهمن مفید
- کامران نوزاد
- عنایت بخشی
- جمشید لایق
- فهیمه رحیم‌نیا
- رقیه چهره‌آزاد
- حسین کسبیان
- فیروز بهجت محمّدی
- فردوس کاویانی
- عزیزالله هنرآموز

نمایشِ سُلطان مار در مشهد را گروهی که سعید سلطان‌پور برانگیخته بود برآشفت. این گروه به تحریکِ سلطان‌پور به تالارِ رازی حمله کرده و نمایش را برچید.

## به زبان‌های دیگر
سُلطان مار به زبانِ ترکیِ آذربایجانی با نامِ İlan Sultan در لنکران در بهارِ ۱۳۹۵ اجرا شد.

### توضیحات
1. ↑  بیضایی گفته که آن روز سلطان‌پور خود آنجا نبود و چند روز پیش‌تر از مشهد رفته بود. (Talajooy, Saeed (2023). Iranian Culture in Bahram Beyzaie’s Cinema and Theatre: Paradigms of Being and Belonging (1959-1979). London: I.B. Tauris. p. 248. ISBN 978-0-7556-4866-5.) محمّدعلی سپانلو سالِ ۱۳۵۸، که در بهارش مذهبیان بساطِ نمایشِ عبّاس آقا کارگر ایران ناسیونالِ سلطان‌پور را برچیدند، در گفتگویی منتشرشده در شمارهٔ ۲۳ به تاریخِ ۸ تیرِ مجلّهٔ تهران مصور (صفحهٔ ۴۶) به همین کارِ سلطان‌پور اشاره کرد: «. . . اختناق مانع اصلی رشد ادبیات و فرهنگ است. دیدید که نمایش عباس آقای سلطان‌پور را چطور به هم زدند. هرچند سلطان‌پور نباید اعتراضی داشته باشد زیرا خود او چند سال پیش دسته‌ای گرد خود جمع کرده بود و درست مثل حزب‌الله‌ها به تئاترها حمله می‌کرد و نمایش‌ها را به هم می‌زد. ظاهراً از نظر روش، سلطان‌پور نباید اعتراض کند، اما به هر حال حمله به سالن نمایش چه از سوی سلطان‌پور و چه از سوی دیگران کاری نادرست است.»

### ارجاعات
1. ↑  Talajooy، Iranian Culture in Bahram Beyzaie’s Cinema and Theatre، 71.
2. ↑  کیانیان و  خلج، «یک عمر کودکی»، ۴۰.
3. ↑  دولت‌آبادی، «عباس آقا تو خیلی شبیه هدایت هستی!»، ۲۳۵.
4. ↑  زندیان، «بازخوانی ده شب»، ۳۴.